# Блоковий тепловий пункт

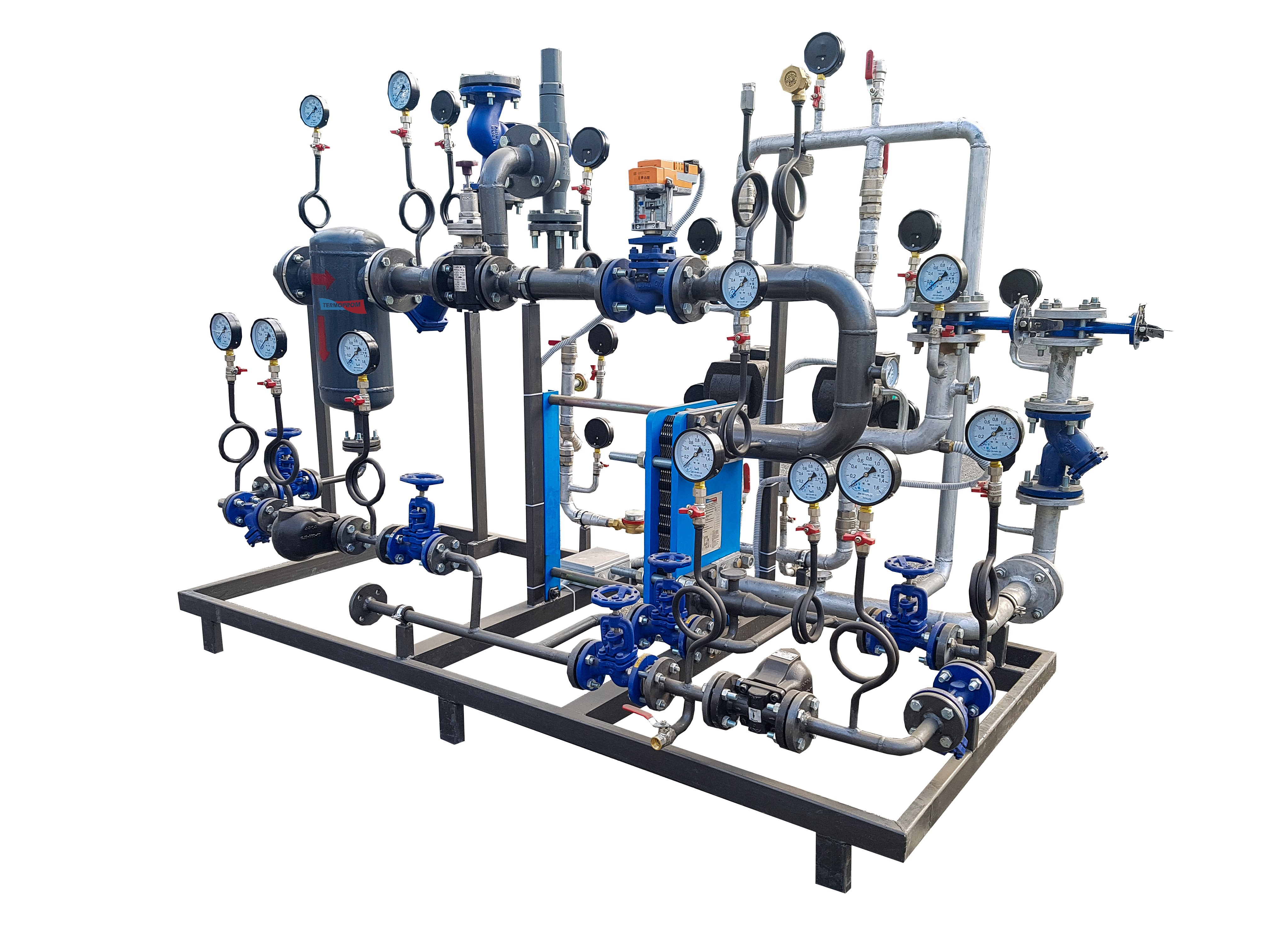
Блоковий тепловий пункт

Блоковий тепловий пункт (англ. Block heating station) — являє собою компактну інженерну систему теплопостачання, що складається з модульних блоків, в яких інтегровані основні компоненти для виробництва, передачі та розподілу тепла.
Блоковий тепловий пункт є інтегрованою теплогенераційною системою, яка включає в себе котел для виробництва тепла, системи контролю, насоси для циркуляції теплоносія, а також обладнання для підготовки гарячої води. Ця компактна і ефективна система дозволяє оптимізувати енергоспоживання та забезпечити ефективне використання тепла в будівлях.
Він є центральним вузлом, що забезпечує ефективне функціонування системи опалення та гарячого водопостачання у будинках або на території невеликих поселень.

## Конструкція. Основні компоненти
Блоковий тепловий пункт (БТП) складається з ряду основних компонентів, що взаємодіють між собою для забезпечення ефективного теплопостачання.

### Основні елементи конструкції БТП
Основні елементи конструкції БТП:
Теплообмінники: виконують завдання передачі тепла від теплогенератора до системи теплопостачання та зворотно. Вони забезпечують ефективний обмін теплом між теплоносієм, що поступає з теплогенератора, та теплоносієм системи теплопостачання.
Регулюючі та контрольні пристрої: відповідають за автоматичне керування та моніторинг роботи системи. Вони включають пристрої для регулювання температури, тиску, а також для виявлення та запобігання аварійним ситуаціям.
Теплолічильники: використовуються для вимірювання та обліку спожитого тепла в кожному окремому споживачі, що дозволяє більш справедливо розподіляти витрати на теплопостачання між користувачами. Вони забезпечують точне вимірювання обсягу спожитого тепла.

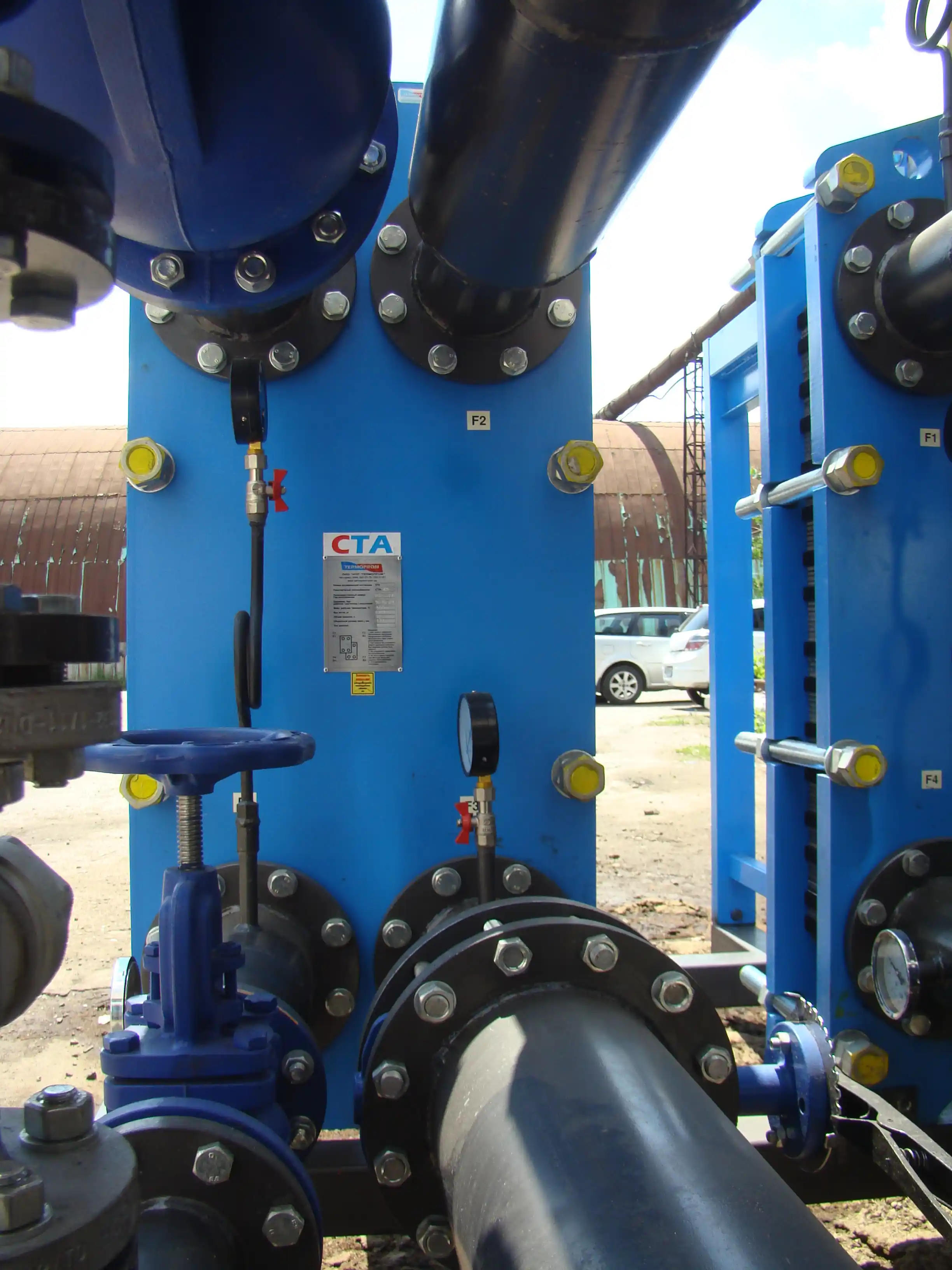
Пластинчастий теплообмінник СТА

Опціональні теплові помпи: деякі блокові теплові пункти можуть бути оснащені тепловими помпами для підвищення енергоефективності та використання відновлювальних джерел енергії. Теплові помпи використовують тепло з навколишнього середовища (повітря, ґрунт, вода) і перетворюють його на високотемпературне тепло для подальшого використання в системі теплопостачання.
Шафи управління є важливою складовою конструкції,  вони містять електричні панелі, регулятори, автоматику та інші компоненти, необхідні для керування та моніторингу роботи системи. Шафи управління забезпечують інтеграцію та координацію роботи всіх компонентів БТП, забезпечуючи стабільну та ефективну роботу системи теплопостачання.
Комбінація цих основних компонентів утворює функціональну та ефективну конструкцію блокового теплового пункту. Ця інтегрована система дозволяє оптимально використовувати енергію, забезпечує ефективну передачу тепла, контроль над роботою системи та точний облік спожитого тепла.
Важливо зазначити, що конструкція блокового теплового пункту може варіюватися залежно від виробника та специфікацій, проте основні компоненти, описані вище, є ключовими складовими будь-якого БТП.

## Порівняння
Порівнянням блокового теплового пункту (БТП) з традиційною централізованою системою теплопостачання:
| Особливості                               | Блоковий тепловий пункт (БТП)                                             | Традиційна централізована система                                                                      |
| Конструкція та розмір                     | Компактна, модульна конструкція                                           | Розподілена система, потребує окремого приміщення для установки теплогенераторів, теплообмінників тощо |
| Енергоефективність                        | Висока                                                                    | Нижча                                                                                                  |
| Економія місця                            | Займає меньше простору                                                    | Вимагає більше простору                                                                                |
| Легкість установки                        | Проста і швидка установка                                                 | Складніша установка, потребує будівництва і монтажу тривалих трубопроводів та системи теплопостачання  |
| Гнучкість та модульність                  | Можливість зміни та розширення                                            | Обмежена гнучкість, вимагає перебудови і модернізації для зміни та розширення                          |
| Керування та моніторинг                   | Автоматизоване керування                                                  | Потребує великої кількості людських ресурсів для контролю та регулювання                               |
| Екологічна підтримка                      | Зниження викидів CO2 та інших шкідливих речовин                           | Залежить від виду теплогенератора, може випускати більше забруднень                                    |
| Витрати на експлуатацію та обслуговування | Загальні витрати зазвичай нижчі                                           | Загальні витрати можуть бути вищими                                                                    |
| Вартість                                  | Початкова вартість вища, але зниження витрат на довгострокову перспективу | Початкова вартість може бути нижчою, але витрати на експлуатацію можуть бути вищими                    |

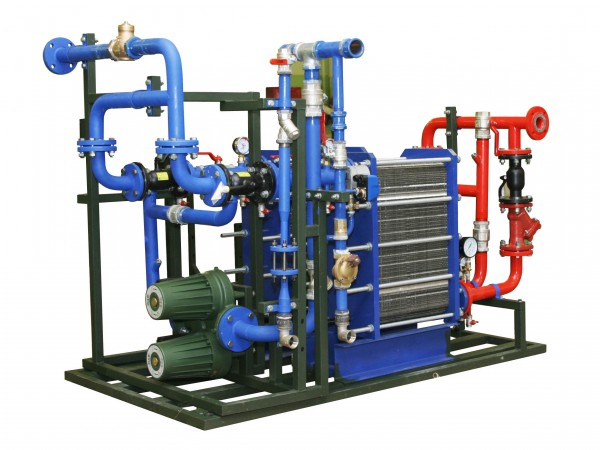
Блоковий тепловий пункт

Порівняння блокового теплового пункту (БТП) з традиційною централізованою системою теплопостачання показує, що БТП має кілька переваг. Вони характеризуються високою енергоефективністю, економією місця, легкістю установки та гнучкістю. БТП забезпечують ефективне виробництво тепла, оптимальне розподілення його в системі та займають менше простору. Крім того, вони мають просту установку та можливість зміни та розширення в майбутньому.

## Застосування
Застосування блокового теплового пункту (БТП) широко розповсюджене у багатьох сферах, де потрібна ефективне теплопостачання. Основні області застосування БТП включають:
1. Багатоквартирні будинки та житлові комплекси: БТП є популярним вибором для опалення та гарячого водопостачання в багатоквартирних будинках. Вони забезпечують ефективне теплопостачання для кожної квартири окремо, дозволяючи індивідуальний контроль над температурою та споживанням енергії.
2. Офісні будівлі та комерційні комплекси: є вигідним варіантом для опалення та гарячого водопостачання в офісних будівлях, торгових центрах, готелях та інших комерційних об'єктах. Вони дозволяють раціонально керувати теплопостачанням, забезпечуючи комфортні умови для працівників та клієнтів.
3. Промислові об'єкти: використовуються для опалення та нагріву процесних рідин у промислових комплексах, заводах, фабриках та інших виробничих об'єктах. Вони забезпечують стабільне та ефективне постачання тепла для потреб виробничих процесів.
4. Соціальна інфраструктура: також застосовуються у школах, лікарнях, спортивних закладах, культурних центрах та інших соціальних об'єктах. Вони забезпечують надійне та ефективне опалення, що важливо для комфорту та безпеки користувачів цих приміщень.
5. Енергетичні комплекси: можуть бути використані в енергетичних комплексах, де вони забезпечують постачання тепла для різних енергетичних процесів, таких як котельні, теплоакумулятори або теплопомпові системи. Блокові теплові пункти можуть бути інтегровані в складні енергетичні мережі для забезпечення надійного та ефективного постачання тепла на великі відстані.

Застосування блокового теплового пункту має численні переваги. Вони дозволяють забезпечити індивідуальний контроль та регулювання теплопостачання, що сприяє економії енергії та зменшенню витрат. Крім того, БТП є гнучкими та модульними, що дозволяє змінювати їх конфігурацію та розширювати в майбутньому, відповідаючи змінним потребам споживачів.
Високий рівень автоматизації та керування роботою блокового теплового пункту дозволяє забезпечити надійну та ефективну роботу системи. Інтеграція розумних технологій та систем моніторингу дозволяє відстежувати та оптимізувати роботу БТП, що забезпечує максимальну продуктивність та зменшення витрат.
Загалом, блокові теплові пункти є високоефективними та гнучкими рішеннями для теплопостачання у різних сферах. Вони забезпечують надійне, економічне та екологічно чисте постачання тепла, враховуючи індивідуальні потреби споживачів.